# Явір (гурт)
Явір — відомий український квартет.
Основою репертуару «Явора» є народні, авторські пісні, пісні народів світу, класичні твори.

## Історія
8 серпня 1966 року народився новий мистецький колектив при Київській Державній філармонії, який прибрав поетичне ім'я квартет «Явір» від срібнолистого дерева, оспіваного у народних піснях та легендах.
Вже через три роки усі артисти «Явора», — Євген Ігнатов (тенор 1), Микола Гуменюк (тенор 2), Володимир Дідух (баритон), Валентин Реус (бас) були удостоєні високого звання «Заслужений артист України».
Щоб розширити поле діяльності, колектив у 1973 році перейшов до Укрконцерту уже у складі — Миколи Гуменюка (тенор 1), Андрія Маховського (тенор 2), Володимира Дідуха (баритон) та Валентина Реуса(бас). Тепер «Явір» гастролює по усьому Союзу.
В 1975 році знову відбуваються зміни у складі квартету. На місце Миколи Гуменюка та Андрія Маховського приходять Олесь Харченко та Євген Пруткін.
В 1979 році до квартету «Явір» приєднується акомпаніатор Роман Іванський.
Квартет «Явір» бере активну участь у міських та загальнодержавних культурно-мистецьких заходах. Колектив був постійним шефом від початку до кінця будівництва таких відомих новобудов, як листопрокатний стан — 3600 м. Маріуполь, Домна ДП — 9 м. Кривий Ріг, Байкало-Амурська магістраль «Укрбуд» м. Ургал — 2.
В 1982 році, у складі першої групи артистів від України колектив виступає у республіці Афганістан — в семи провінціях, по 3-4 концерти в день, перебуваючи безпосередньо з нашими воїнами на передових бойових позиціях. Артисти квартету мають посвідчення «Учасник бойових дій».
Квартет «Явір» успішно презентує українське народне мистецтво в Угорщині, Польщі, Німеччині, Словаччині, Монголії.
В 1983 році колектив вперше вирушає до Монреалю, Канада, де бере участь у Міжнародній торговій виставці «Людина і її світ», де дає 54 концерти.
В 1985 році Володимир Дідух, Валентин Реус, Євген Пруткін, Олесь Харченко та Роман Іванський стали лауреатами Національної премії України ім. Т.Шевченка.
В 1986 році після катастрофи на Чорнобильській атомній станції «Явір» був одним з перших колективів, хто виступав на сцені будинку культури у Прип'яті та інших пунктах 30 — ти кілометрової Чорнобильської зони, де дав близько 80 — ти концертів. А також брав участь в озвучуванні фільму «Два кольори часу» про цю страшну трагедію. Мають посвідчення ліквідаторів наслідків аварії на ЧАЕС.
В 1987 році артистам квартету були присвоєні звання «Народний артист України».
В 1989 році «Явір» бере участь у фольклорному фестивалі «Фольклорама 89», який проходив у Вінніпегу, Канада.
В 1991 році квартет вирушає у велике Канадсько-Американське турне (по 32-х містах цих країн).
В цьому ж році відбувся ювілейний концерт в палаці «Україна» присвячений 25 — річчю колективу.
В 1995 році змінюється склад квартету. На місце Олеся Харченка приходить Ігор Борко (тенор 1).
У складі супроводу урядової делегації України артисти «Явора» репрезентували 1996 р. українське мистецтво при прийняті України до Ради Європи, м. Страсбург, Франція.
В 1996 році квартет «Явір» та знаменитий оперний співак Анатолій Борисович Солов'яненко дають спільний великий сольний концерт в Торонто, Канада.
В цьому ж році відбувся ювілейний концерт, який пройшов у київському Театрі Оперети присвячений 30 — річчю колективу.
Кожен член колективу нагороджено високою урядовою нагородою — орденом «За заслуги 3ст.».
В квартеті відбуваються зміни.
На місце 1 та 2 тенорів прийшли Ю. Бадун (тенор 1) та Є. Бельський(тенор 2). Це молоді, талановиті, перспективні співаки з музичною освітою та досвідом праці у хорових колективах, яки стали достойною заміною попередніх тенорів. Ось уже протягом 40 — років Володимир Дідух, Валентин Реус є фундаторами та незмінними учасниками уславленого квартету.

## Склад. Роки життя
- Володимир Дідух — баритон (1937 — 2016)
- Валентин Реус — бас (1940 — 2014)
- Юрій Бадун — тенор 1 (? — до сьогодні)
- Євген Бельський — тенор 2 (? — до сьогодні)

## Колишні учасники

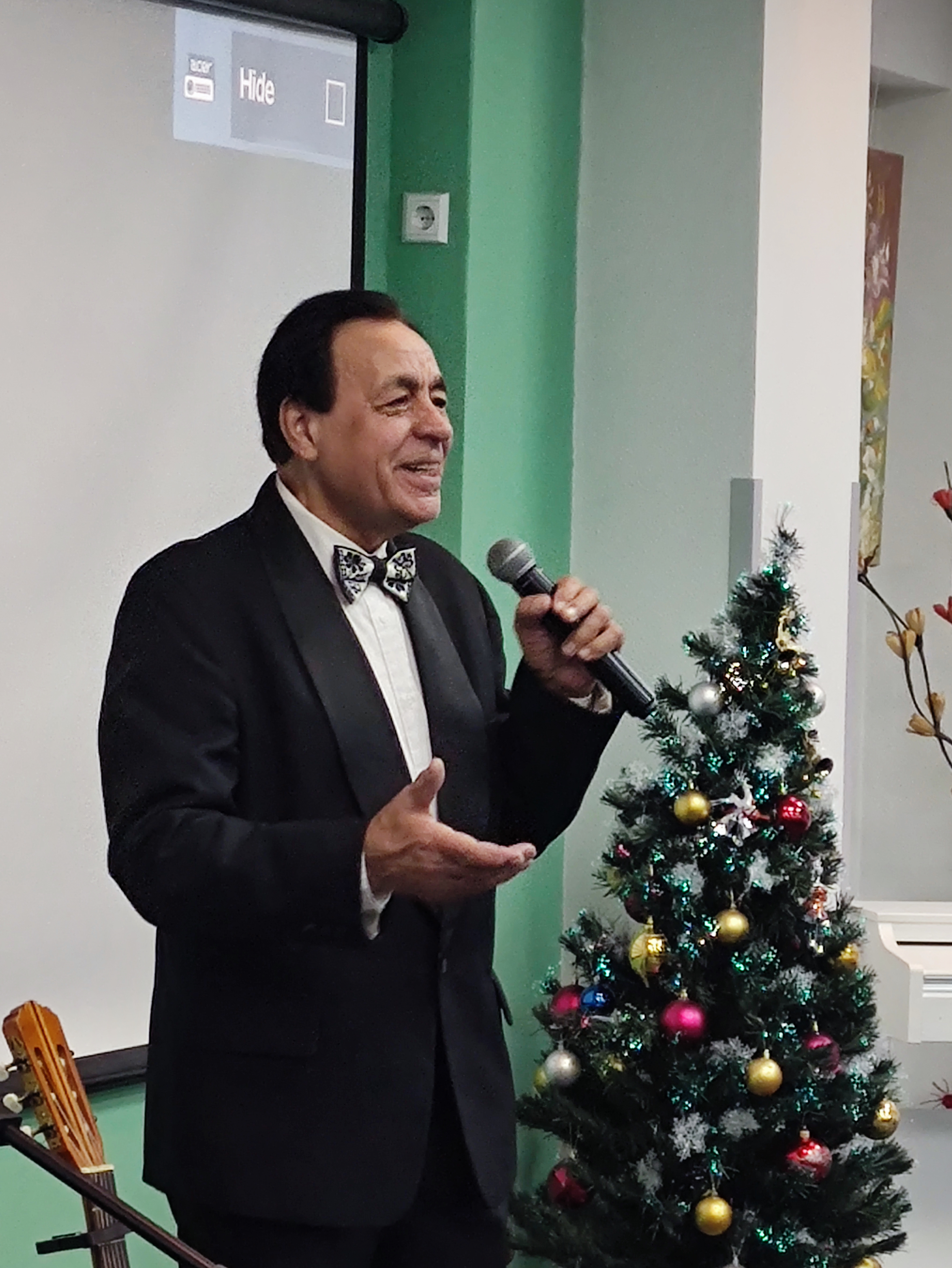
Олесь Харченко, січень 2023

- Євген Ігнатов — тенор 1 (1966 — 1973)
- Микола Гуменюк — тенор 2 (1966 — 1973), тенор 1 (1973 — 1975)
- Андрій Маховський — тенор 2 (1973 — 1975)
- Олесь Харченко — тенор 1 (1975 — 1995)
- Євген Пруткін — тенор 2 (1975 — 2003)
- Роман Іванський — акомпаніатор (1979 — ?)
- Ігор Борко — тенор 1 (1995 — ?)

## Дискографія

### Альбоми, видані на CD
- 2004 :: Співає квартет "Явір"
- 2006 :: Вогнями Яворовими
- 2009 :: Яворові дзвони. 30 років
- 2009 :: Чуєш, брате мій. 1967-73 роки